# فولفغانغ برنهارد
فولفغانغ برنهارد (بالألمانية: Wolfgang Bernhard)‏ هو شخصية أعمال ألماني، ولد في 3 سبتمبر 1960 في Böhen ‏ في ألمانيا.

## وصلات خارجية
- فولفغانغ برنهارد على موقع مونزينجر (الألمانية)